# فروکاست‌گرایی حریصانه
فروکاست‌گرایی حریصانه (به انگلیسی: Greedy reductionism) که توسط دانیل دنت، در کتابش با عنوان ایده خطرناک داروین در سال ۱۹۹۵ معرفی شد، نوعی فروکاست‌گرایی نادرست است. درحالی‌که فروکاست‌گرایی «خوب» به‌معنای توضیح یک چیز بر اساس آنچه به آن تقلیل می‌یابد (مثلاً اجزا و تعاملات آن‌ها) است، فروکاست‌گرایی حریصانه زمانی رخ می‌دهد که «دانشمندان و فیلسوفان در اشتیاق خود برای معامله، در اشتیاق خود برای توضیح خیلی زیاد و خیلی سریع... پیچیدگی‌ها را دست‌کم می‌گیرند و سعی می‌کنند در عجله برای اتصال مطمئن و مرتب همه چیز به پایه، از لایه‌ها یا سطوح کامل نظریه صرف‌نظر کنند.» دنت با استفاده از اصطلاحات «جرثقیل‌ها» (توضیحات مشروع و مکانیکی) و «قلاب‌های آسمانی» (توضیحات جعلی، مانند ماوراءالطبیعه) تعریفی اولیه از این اصطلاح خلاصه می‌کند. «فروکاست‌گرایان خوب فرض می‌کنند که تمام طراحی را می‌توان بدون قلاب‌های آسمانی توضیح داد؛ فروکاست‌گرایان حریص فرض می‌کنند که همه چیز را می‌توان بدون جرثقیل توضیح داد.»